# John Shelby Spong
John Shelby Spong (16. června 1931, Charlotte, Severní Karolína, USA – 12. září 2021, Richmond, Virginie, USA) byl biskup americké episkopální církve. V letech 1979-2000 působil jako biskup Newarské diecéze v New Jersey.
Byl zastáncem liberální teologie, obhajoval feministické hnutí a stavil se za práva LGBT křesťanů v církvi. Stal se známým především díky kritickému zkoumání Bible, prosazováním liberálních myšlenek a odmítnutím teismu nebo představy pekla.

## Dílo (výběr)
- 2002 – A New Christianity for a New World: Why Traditional Faith Is Dying and How a New Faith Is Being Born
- 2007 – Jesus for the Non-Religious
- 2011 – Re-Claiming the Bible for a Non-Religious World
- 2013 – The Fourth Gospel: Tales of a Jewish Mystic
- 2016 – Biblical Literalism: A Gentile Heresy

Své myšlenky shrnul v dokumentu A Call for a New Reformation (Volání po nové reformaci), ve kterém zdůraznil dvanáct problémů o kterých by měli křesťané vést diskusi.

### Dvanáct tezí nové reformace
1. Teismus, jako způsob pohledu na Boha je mrtvý, proto je dnes většina božích slov bez významu. Musí být nalezen nový způsob boží řeči.
2. Protože Bůh již nemůže být chápán teisticky, je nesmyslné snažit se chápat Ježíše jako vtělení boží. Dosavadní christologie je tedy bezcenná.
3. Biblický příběh o dokonalém a dokončeném stvoření a upadnutí do prvotního hříchu je před-darwinovský mýtus a post-darwinovský nesmysl.
4. Panenské zrození, chápáno biologicky, jako příčina Ježíšova božství, jak je tradičně chápáno, je nemožné.
5. Zázraky v Novém zákoně nemohou být v post-newtonovském světě déle interpretovány jako nadpřirozené události konané vtěleným Bohem.
6. Pohled na kříž, jako na oběť za hříchy světa, je barbarskou představou založenou na primitivním pojetí Boha a která musí být odmítnuta.
7. Zmrtvýchvstání je božím činem. Ježíš byl vzkříšen ve smyslu božím, proto nemohlo být fyzické vzkříšení v celé lidské historii.
8. Příběh nanebevstoupení předpokládal trojvrstvý vesmír a nemůže být přeložen do post-koperníkovského pojetí vesmíru.
9. Neexistuje vnější objektivní norma zapsaná v posvátné knize nebo kamenných deskách, která by určovala etiku navždy.
10. Modlitba nemůže být prosbou k teistickému božstvu, aby zasahovalo do lidských dějin určitým způsobem.
11. Naděje v posmrtný život musí být navždy oddělena od představy věčného života jako odměny, nebo trestu. Církev musí upustit od viny jako motivaci k jednání.
12. Všechny lidské bytosti nesou obraz boží a musí být respektovány pro to, čím jsou. Proto nesmí být rasa, etnická příslušnost, pohlaví ani sexuální orientace důvodem pro jejich odmítání neb diskriminaci.

Tyto teze šířeji rozvedl v knize A New Christianity for a New World: Why Traditional Faith Is Dying and How a New Faith Is Being Born. Jeho teologické myšlenky a bádání se ovšem setkalo s kritikou, např. Raymonda E. Browna nebo Rowana Williamse.